# Mega Man Battle Network 2
MegaMan Battle Network 2 (Rockman EXE 2 no Japão) é um jogo eletrônico desenvolvido pela Capcom para Game Boy Advance. Foi lançado em 2001 no Japão e em 2002 na Europa e América do Norte. A história do jogo começa após os eventos de Mega Man Network Transmission. Foi lançado no console Wii U no Japão em 12 de novembro de 2014 e na América do Norte em 8 de janeiro de 2015.

## Inovações
Depois das batalhas, o seu HP (pontos de energia) não recupera como antes. Agora só há espaço para 10 chips em batalha, e não 15. Na tela é indicado o código do chip que facilita muito a vida do jogador. O mini vídeo de "Jack In" mudou também. Há uma variedade maior de inimigos e chips novos, e MegaMan.EXE agora tem várias formas diferentes chamadas "Trocas de estilo", podendo chegar a no máximo duas. Apesar do nome, isso dá ao personagem a capacidade de mudar de forma, baseado na maneira que ele luta. Desse modo, MegaMan.EXE ganha novas habilidades, sendo um elemento (madeira, eletricidade, água e fogo) e um tipo (Guts, Custom, Team, Shield e Hub). O Estilo Hub é secreto que pode ser adquirido após terminar o jogo e derrotar todos os Net Navis em nível 3 com um Rank S, com a exceção de Bass.EXE. E também tem uma área secreta da WWW que pode ser acessada após terminar o jogo e adquirir 130 chips diferentes na biblioteca de chips.